# شارت، کبک
شارت (به فرانسوی: Charette) شهری در منطقه شهری ماسکینونژه ناحیه موریسی در استان کبک کانادا است. در سرشماری سال ۲۰۱۱ این شهر ۹۵۸ نفر جمعیت داشته‌است و مساحت آن ۴۲٫۵۵ کیلومتر مربع است.